# Église Notre-Dame de Bergerac
L'église Notre-Dame est la principale église catholique de la ville de Bergerac en Dordogne. Cet édifice d'architecture néo-gothique a été construit de 1856 à 1865. Elle est dédiée à Notre-Dame et dépend de la paroisse Saint-Jacques-en-Bergeracois qui regroupe toutes les anciennes paroisses de la ville et des villages environnants sous l'autorité du diocèse de Périgueux. L’église Notre-Dame de Bergerac est classée aux Monuments historiques depuis le 17 octobre 2002.

## Histoire
C'est grâce à la ténacité de l'abbé Julien Macerouze, curé de la paroisse Saint-Jacques, qu'a été édifiée cette église néo-gothique à une époque de renouveau du catholicisme sous le Second Empire. L'église est bâtie sur un point culminant de la ville dans un quartier commerçant qu'elle domine de sa tour (terminée en 1865) de 80 mètres de hauteur à trois étages. C'est l'architecte Paul Abadie qui est choisi pour ériger cette église en forme de petite cathédrale, selon les plans originels de Viollet-le-Duc, architecte des édifices diocésain au sommet de sa gloire, mais dont le devis était trop cher pour la municipalité.
Elle est consacrée le 6 août 1865 par le cardinal Donnet, archevêque de Bordeaux, en présence du ministre de l'Intérieur, le marquis de La Valette. Les festivités sont suivies d'un feu d'artifice. Des travaux de restauration, notamment du clocher et de la flèche, ont duré dix ans de 2009 à 2019.

## Description
Cette église imposante en forme de croix latine mesure 96 m de longueur, pour 22,80 m de largeur à la nef et 39,10 m au transept avec sept contreforts de chaque côté. Son clocher surmonté d'une flèche possède trois cloches, dont la plus grosse, Marie-Immaculée, pèse 2 383 kg,. Le premier étage du clocher-porche s'ouvre directement à l'intérieur sur la nef par une tribune. La superficie couverte de l'église est de 2 246 m2. Le chœur s'étend sur deux travées, suivi d'un sanctuaire circulaire porté sur six piliers. Trois chapelles s'ouvrent sur le déambulatoire, ainsi que deux sacristies. Les bas-côtés sont étroits. La hauteur de la nef de 20 m donne une impression d'élégance et de légèreté.

### Mobilier
Le maître-autel néo-gothique, consacré à Marie-Immaculée, possède dans une boîte de plomb scellée les reliques des martyrs saint Placide, saint Vincent et saint Modeste.
L’église abrite deux tableaux remarquables de la Renaissance italienne, L’Adoration des bergers de Gaudenzio Ferrari, peintre milanais, et L’Adoration des mages du Pordenone, peintre vénitien de la cour de Charles Quint. Ils sont issus de la collection du duc d'Orléans et étaient autrefois dans l'église Saint-Jacques de Bergerac. Ils sont classés depuis le 30 octobre 1914. Les sculptures sont majoritairement de Léon Baleyre et de Michel-Pascal et les vitraux (1872-1879) sont l'œuvre d'Édouard Didron. Ils illustrent des paroles de Jésus et d'autres représentent des personnages de l'Ancien Testament.

### Orgues
- L'orgue de tribune, de la maison Merklin-Schütze, date de 1865 et comportait à l'origine 25 jeux sur deux claviers (aujourd'hui 29 jeux) et pédalier de 30 notes. Il est installé en 1867 et inauguré par l'organiste parisien Auguste Durand. Cet orgue symphonique remporte un prix à l'exposition universelle de Paris de 1867 et vaut la Légion d'honneur à Joseph Merklin. Il est restauré et électrifié en 1978 par la maison Dunand de Lyon dans un esprit néoclassique[7].
- Dans le transept gauche est placé un petit orgue de chœur.

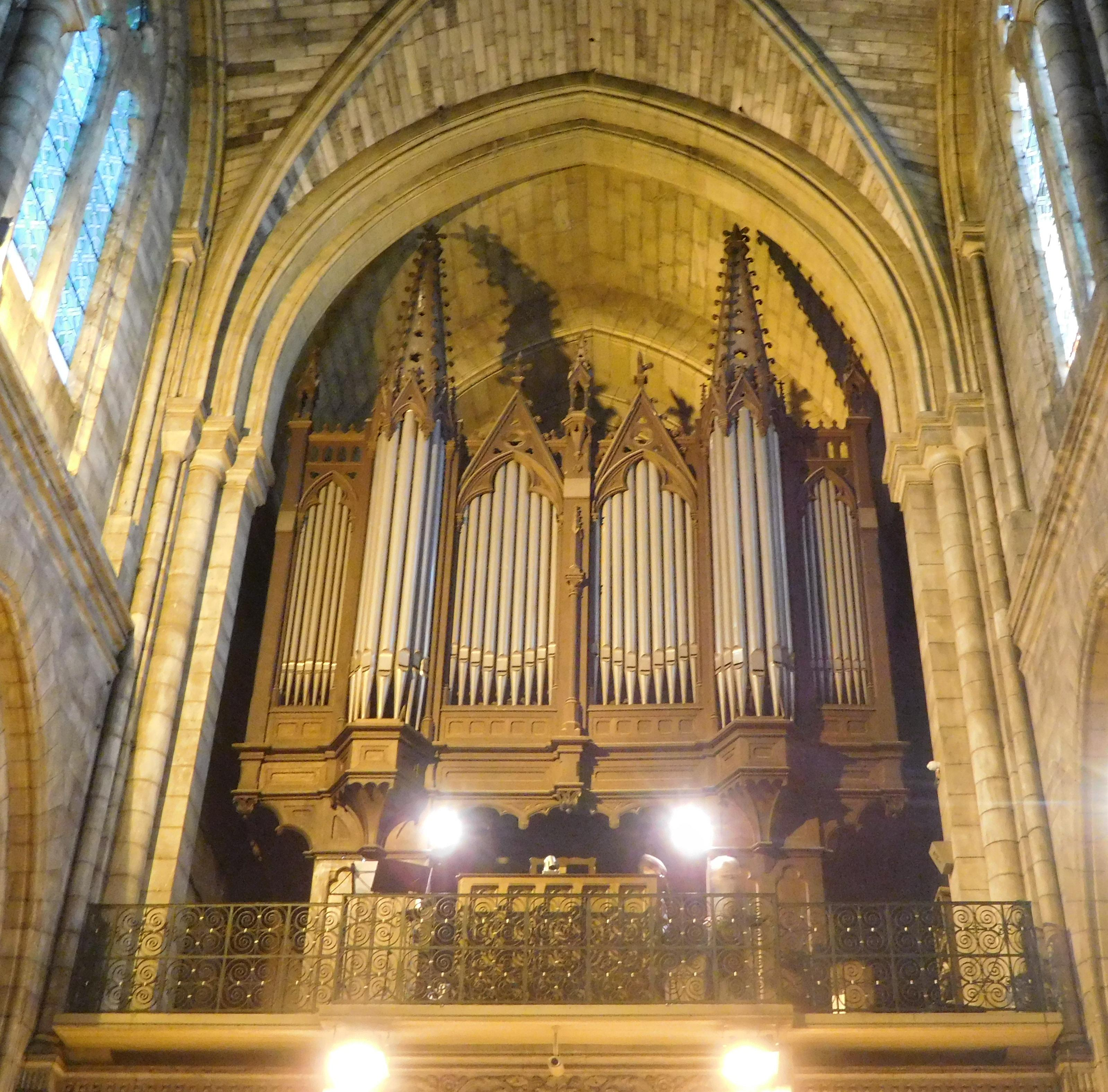
Le grand-orgue.
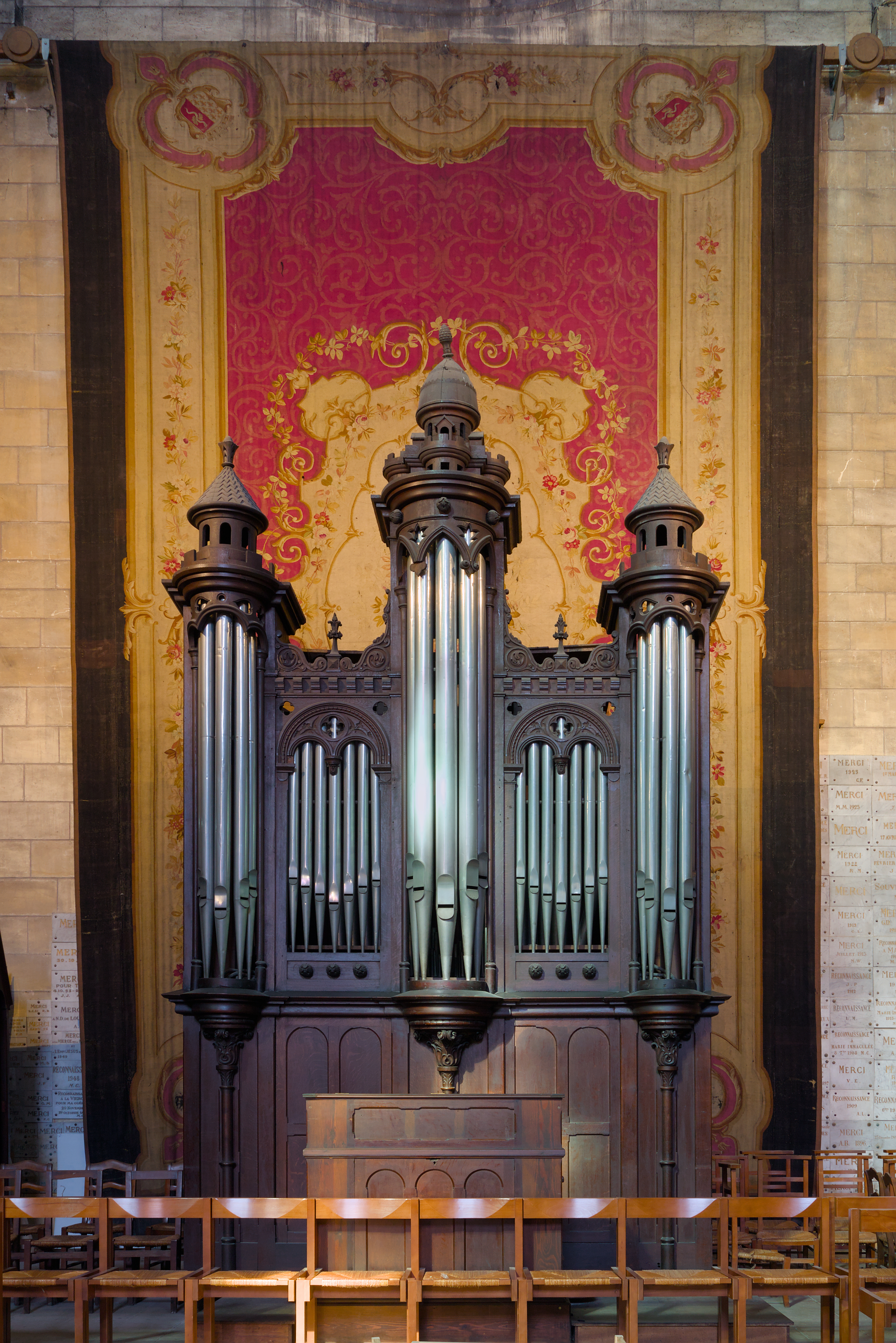
Le petit orgue.

## Galerie

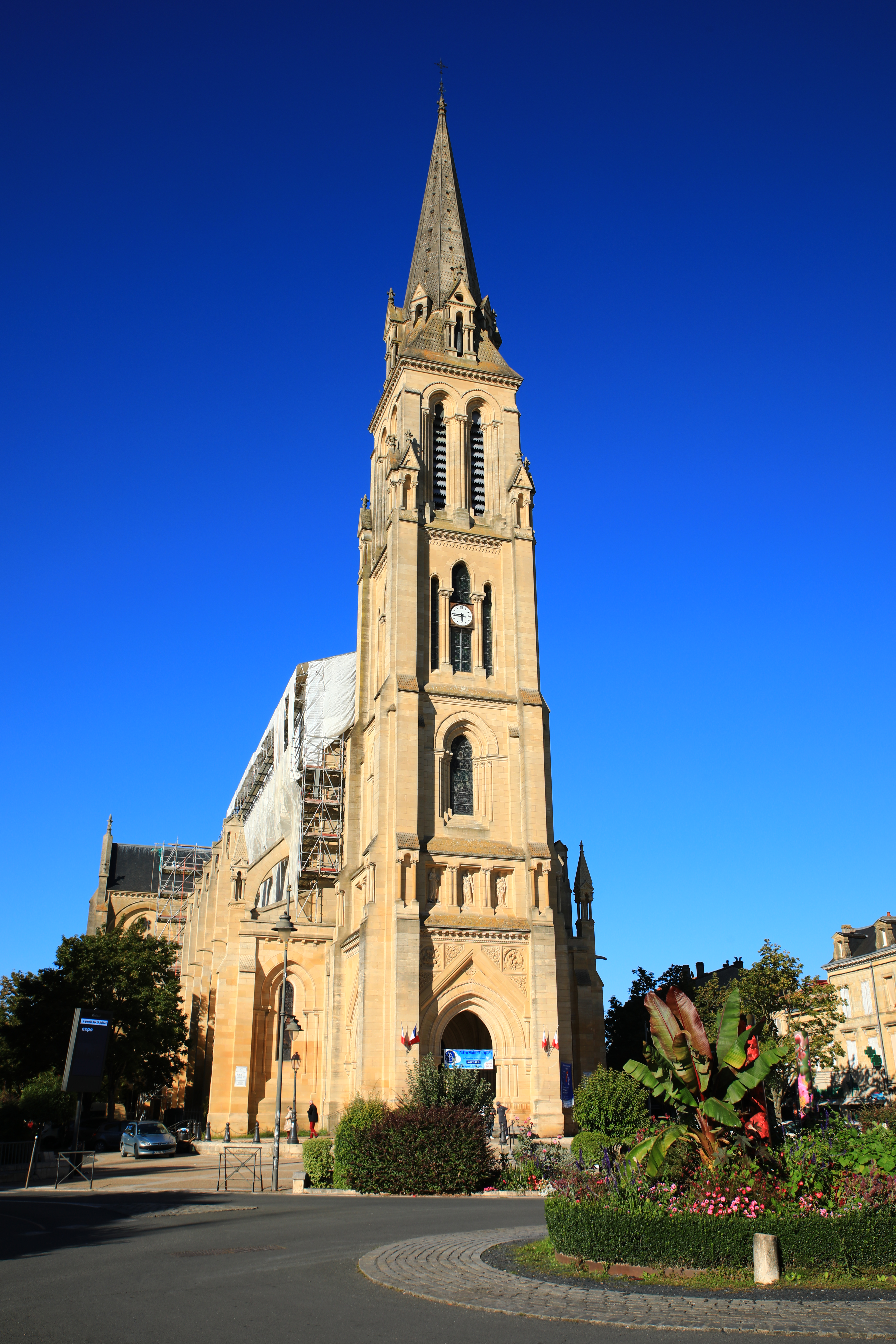
Façade et clocher après restauration.
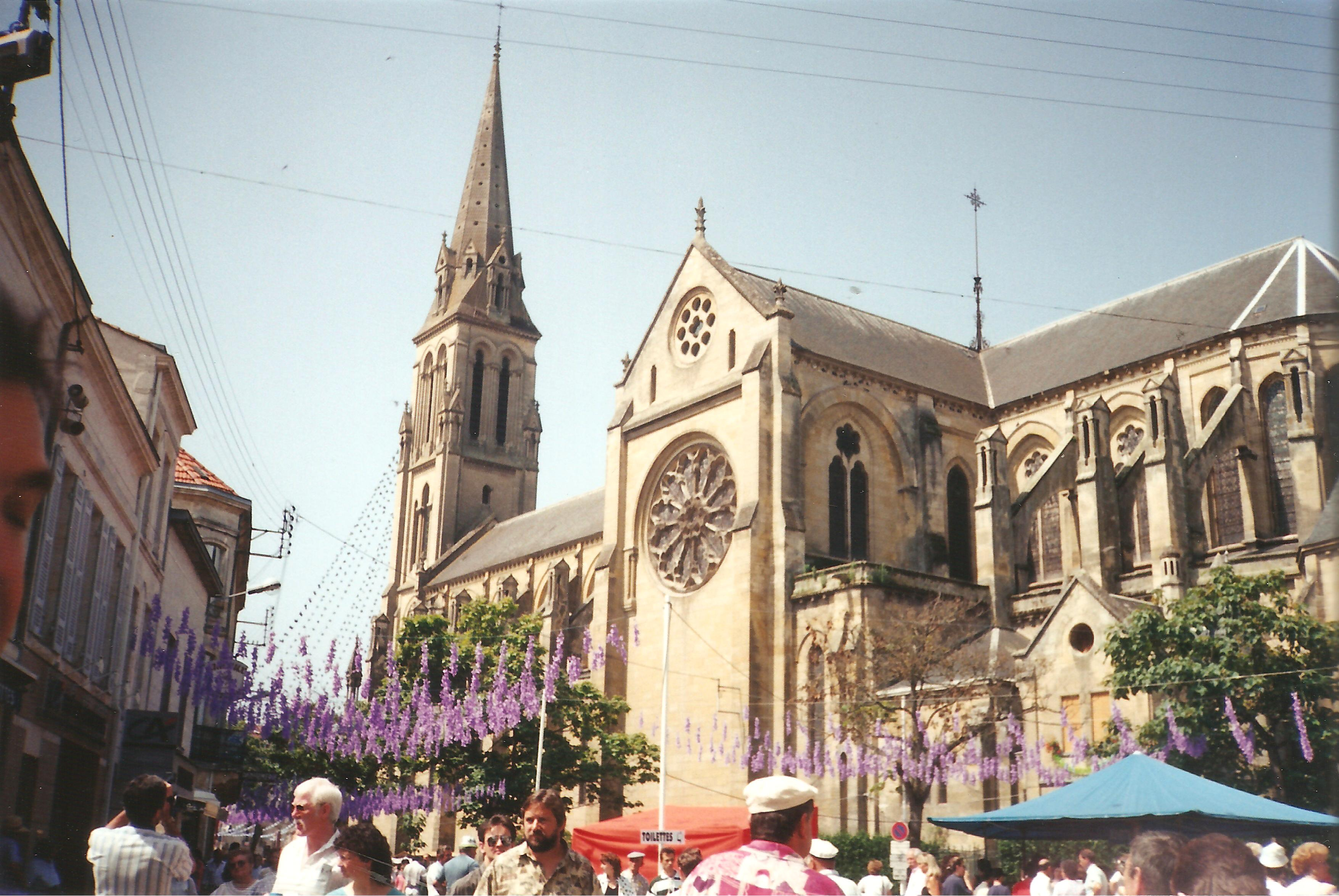
Vue de côté.
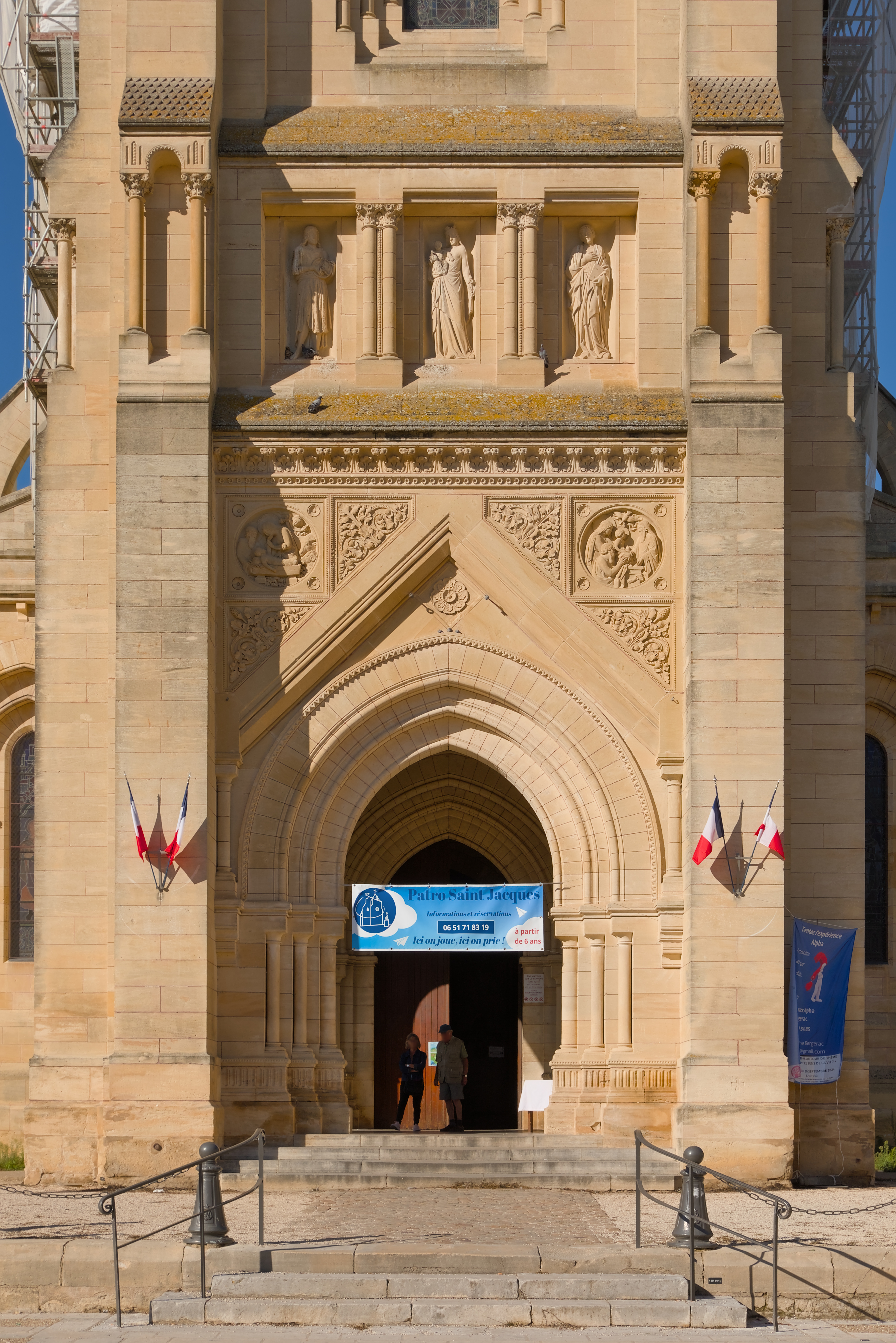
Le portail principal.
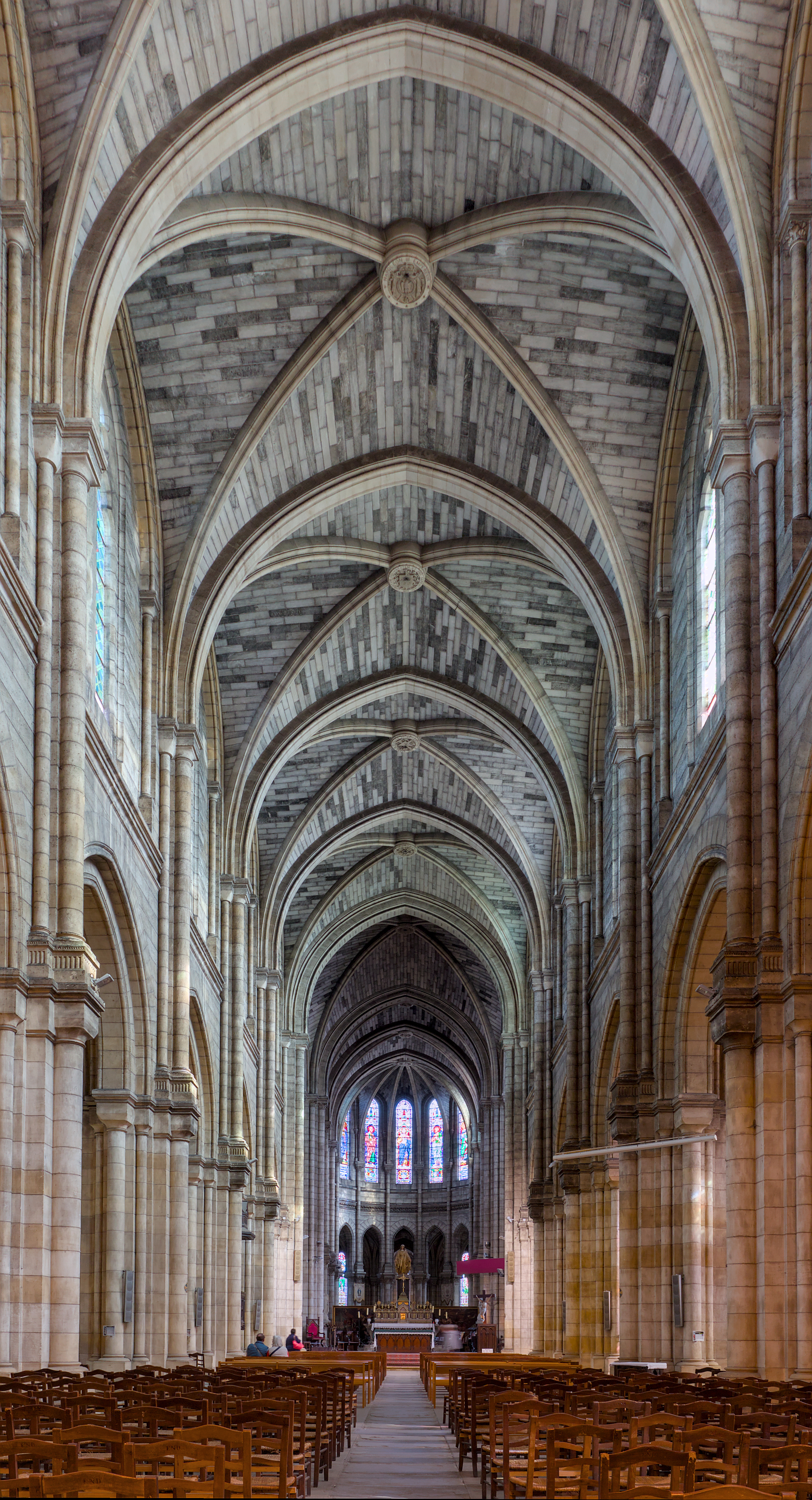
La nef.
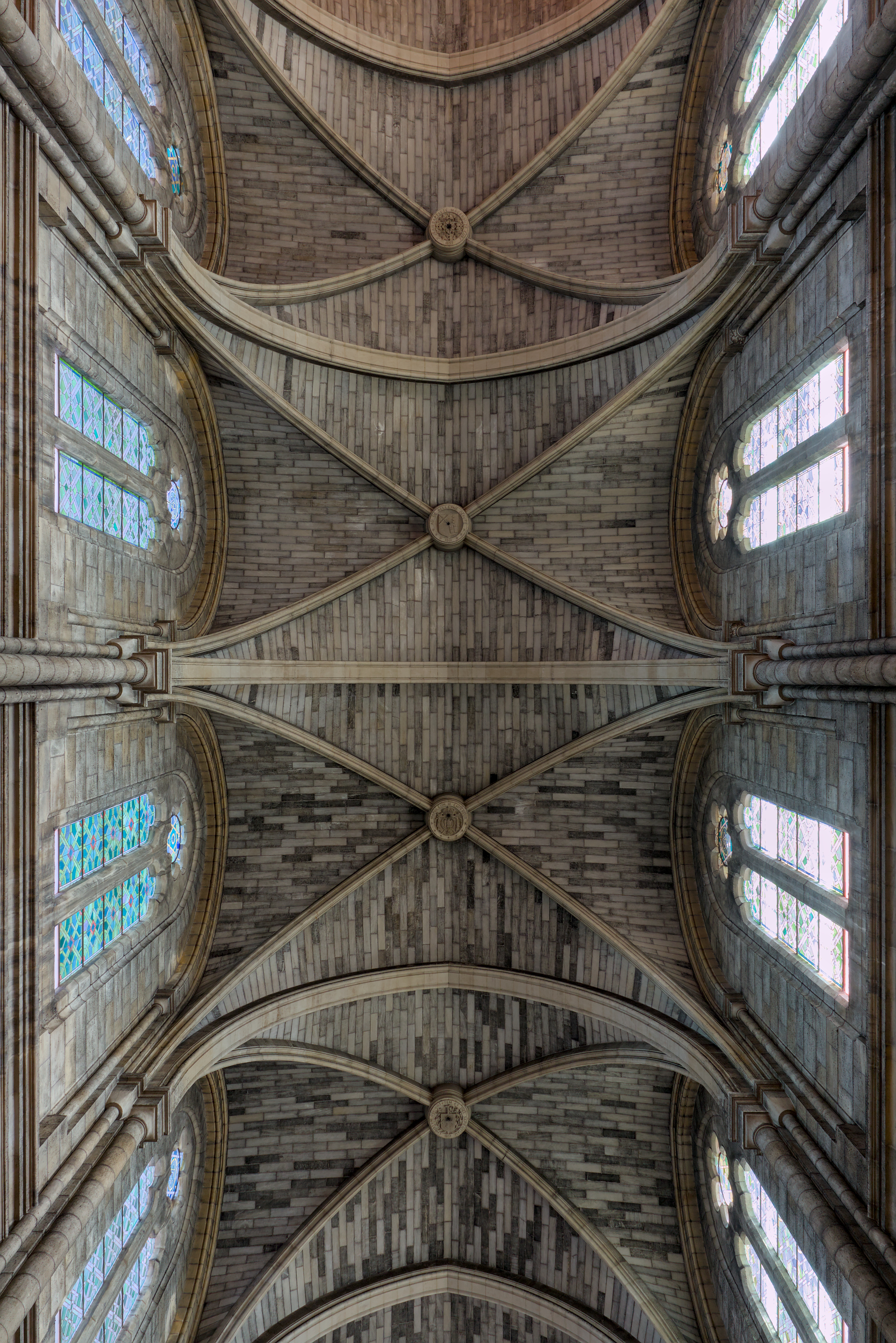
La voûte.